# Glueboys
Glueboys ist eine dreiköpfige österreichische Band aus dem Pinzgau mit musikalischen Einflüssen aus den Bereichen Reggae, Hip-Hop, Pop und Partyschlager. Ihre Texte sind meist im Pinzgauer Dialekt verfasst.

## Geschichte
Die drei Frontmänner Isaak Kaserer, Maximilian Stöckl und Arthur Gobber kennen sich bereits seit Kindheitstagen und stammen aus den Salzburger Gemeinden Piesendorf sowie Hollersbach. 2019 veröffentlichten sie ihre erste EP namens Dr. Ogen & Ms. Brauch. Der Stil der Band war zunächst auf Reggae und Hip-Hop ausgerichtet, ihre Texte stets im Pinzgauer Dialekt verfasst. Im Jahr darauf veröffentlichten sie ihre erste Single Gscheid Yachtn, welche ihnen regionale Bekanntheit in ihrer Heimat, dem Pinzgau, verschaffte. In den nächsten Monaten veröffentlichten die Glueboys weitere Singles namens High, 420 und Summa. Am 31. Dezember 2021 erschien die Partyschlager-Single Baccei Cola, welcher ihr erster überregionaler Hit werden sollte. 
Im April 2022 veröffentlichen sie ihr erstes Album namens Stammtisch. Stilistisch war das Album erneut im Reggae angesiedelt. Allerdings konnten sie nicht an den Erfolg ihrer Single Baccei Cola anknüpfen. Daraufhin wandte man sich immer mehr dem Partyschlager und Pop-Genre zu. Im Laufe des Jahres veröffentlichten sie zahlreiche Singles, wie B311 oder Powdern. Vor allem die zweitgenannte Single setzte einen neuen Maßstab für die Gruppe. Seither spezialisierten sie sich auf das Partyschlager-Genre und veröffentlichten zahlreiche Singles. Ihre Spotify-Höreranzahl stieg alleine vom Jahr 2022 mit 51.000 Hörern auf knapp 254.000 Hörer im Jahr 2023. Im Jahr 2023 folgten Auftritte am Frequency Festival, dem Nova Rock und dem Electric Love Festival.
2024 veröffentlichten die Glueboys ihre zweite EP Wirtshaus EP. Im Laufe des Jahres traten sie erneut am Salzburger Electric Love Festival sowie am Woodstock der Blasmusik in Ort im Innkreis, am Open Beatz Festival in Herzogenaurach und auch im Megapark auf Mallorca auf. Im November 2024 traten sie als Vor-Act für den deutschen Rapper Tream in Innsbruck auf. Knapp drei Wochen später kündigten sie ihre erste, eigene österreichweite Tour an mit dem Namen Auf die harte Tour. Im Januar 2025 wurden sie erstmals für den Amadeus Austrian Music Award in der Kategorie Electronic/Dance nominiert, den sie im März 2025 auch gewannen.
Seit Anfang November 2023 betreiben die mittlerweile in Wien lebenden Musiker einen wöchentlichen Podcast namens Gemeinderatssitzung. In ihrem Podcast geht es unter anderem um Musik und ihren Alltag als Künstler. Im März 2024 gewannen sie den Ö3-Podcast-Award in der Kategorie Newcomer.

## Diskografie
Alben
- 2022: Stammtisch

EPs
- 2019: Dr. Ogen & Ms. Brauch
- 2024: Wirtshaus EP

Singles
- 2019: De Löwen
- 2020: Gscheid Yachtn
- 2020: High
- 2021: 420
- 2021: Summa
- 2021: Baccei Cola
- 2022: Unta da Sunn (Live Version)
- 2022: Eiheiga
- 2022: B311 (mit Mertl)
- 2022: Powdern (mit Mertl)
- 2023: Freestyler (Wakka Makka Bumm) (mit Turnup Tun)
- 2023: Dorfplotz
- 2023: Dumpa
- 2023: Après-Ski Diplom
- 2024: Fliaga
- 2024: OWIS
- 2024: Randale im Dorf
- 2024: Adria
- 2024: Fliegerlied (Heut Is So Ein Schöner Tag) (mit NoooN)
- 2024: Amadeus (mit Snusgott)
- 2024: Gauner & Ganoven
- 2024: Oana geht no (mit Los Brudalos)
- 2024: Ist so bleibt so
- 2024: Mondschein
- 2024: Denk an Dahoam
- 2024: Disko-Edelweiss
- 2024: Freibier
- 2025: Huat
- 2025: Liebeslied
- 2025: Schockverliebt

Remixes
- 2023: Baccei Cola (Remix) (mit danzen)
- 2024: Adria - DnB Remix (mit Raphael Maier)
- 2024: OWIS - DnB Remix (mit Justfränds)
- 2024: Dumpa Uptempo Remix (mit Lumex)
- 2025: Adria (Captain Curtis Remix) (mit Captain Curtis)

## Auszeichnungen und Nominierungen
- Ö3-Podcast-Award 2024: Auszeichnung in der Kategorie Newcomer
- Amadeus-Verleihung 2025: Auszeichnung in der Kategorie Electronic/Dance[9]